# Shawn Mendes/Auszeichnungen für Musikverkäufe

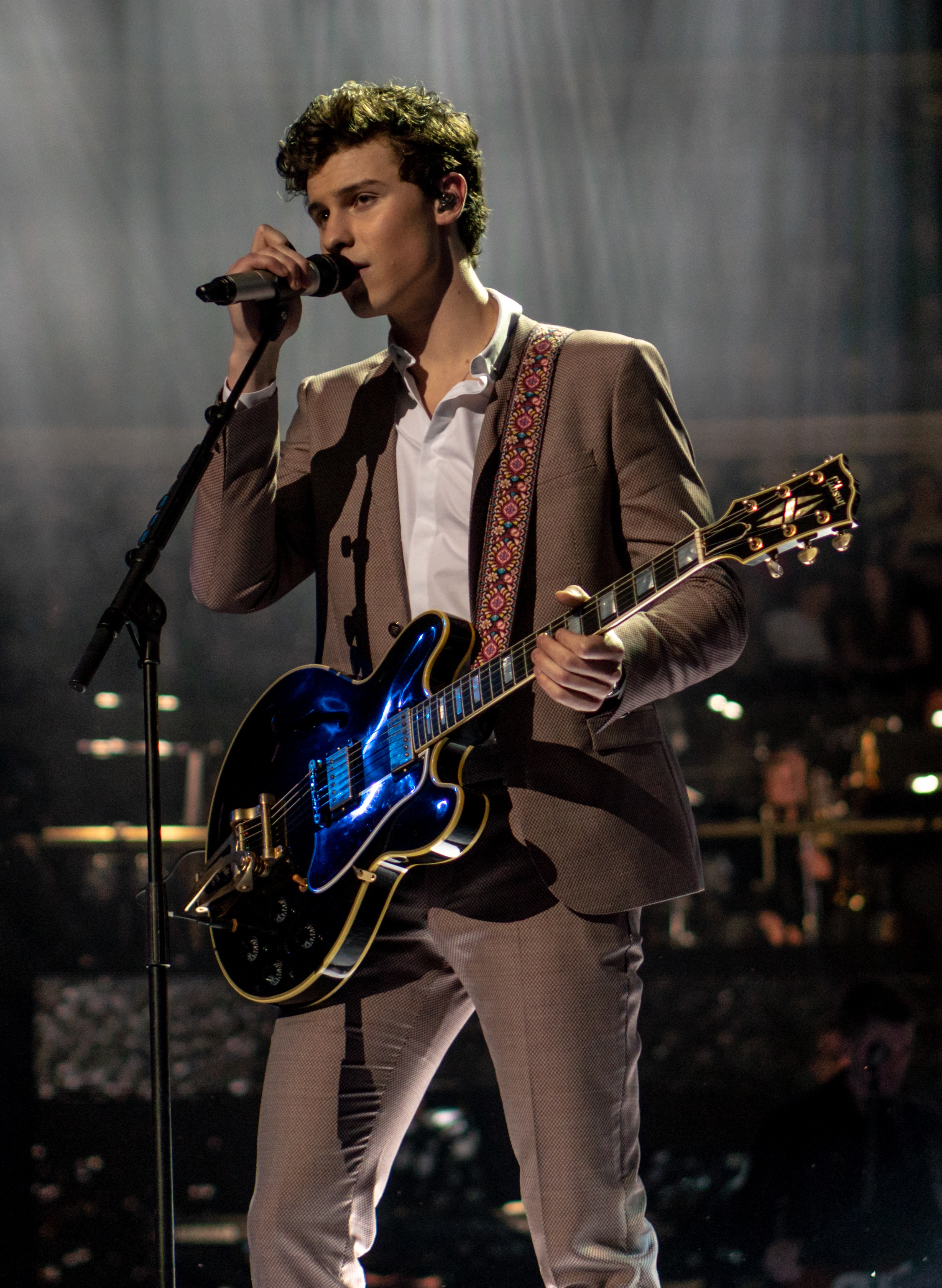
Shawn Mendes (2018)

Dies ist eine Übersicht über die Auszeichnungen für Musikverkäufe des kanadischen Sängers und Songwriters Shawn Mendes. Die Auszeichnungen finden sich nach ihrer Art (Gold, Platin usw.), nach Staaten getrennt in chronologischer Reihenfolge, geordnet sowie nach den Tonträgern selbst, ebenfalls in chronologischer Reihenfolge, getrennt nach Medium (Alben, Singles usw.), wieder.

## Auszeichnungen
| - Vereinigtes Königreich - 2018: für die Single Life of the Party - 2019: für die Single Youth - 2021: für die Single A Little Too Much - 2022: für die Single Never Be Alone - 2024: für die Single It’ll Be Okay - 2024: für die Single When You’re Gone - 2024: für die Single Something Big - 2025: für das Lied Imagination - Australien - 2019: für das Album Handwritten - 2019: für die Single A Little Too Much - 2019: für die Single Where Were You In The Morning? - 2023: für die Single Something Big - 2023: für das Lied Bad Reputation - 2023: für das Lied Imagination - 2023: für das Lied Perfectly Wrong - 2023: für das Lied Roses - 2023: für das Lied Ruin - Belgien - 2018: für die Single In My Blood - 2019: für die Single If I Can’t Have You - 2020: für das Album Shawn Mendes - 2021: für die Single Wonder - 2022: für die Single It’ll Be Okay - Brasilien - 2016: für das Album Handwritten - 2024: für das Lied Bad Reputation - 2024: für das Lied When You’re Ready - 2024: für das Lied Aftertaste - 2024: für das Lied Particular Taste - 2024: für die Single A Little Too Much - 2024: für die Single Don’t Be a Fool - 2024: für das Lied Queen - 2024: für das Lied Ruin - 2024: für das Lied Mutual - 2024: für das Lied Roses - 2024: für das Lied Teach Me How to Love - 2024: für das Lied Because I Had You - 2025: für die Single Heart of Gold - Chile - 2016: für das Album Handwritten - 2023: für die Single Kesi (Remix) - Dänemark - 2018: für die Single Life of the Party - 2019: für die Single Youth - 2021: für das Lied Imagination - 2021: für die Single A Little Too Much - 2021: für die Single Never Be Alone - 2021: für die Single Wonder - 2023: für die Single It’ll Be Okay - 2024: für die Single Summer of Love - Deutschland - 2018: für das Album Illuminate - 2019: für die Single In My Blood - 2023: für das Album Handwritten - 2023: für die Single If I Can’t Have You - Finnland - 2018: für die Single In My Blood - Frankreich - 2023: für die Single It’ll Be Okay - 2025: für die Single Monster - 2025: für die Single If I Can’t Have You - Italien - 2016: für die Single I Know What You Did Last Summer - 2019: für das Album Handwritten - 2019: für die Single If I Can’t Have You - 2019: für das Album Shawn Mendes - 2021: für die Single Monster - 2021: für die Single Wonder - 2024: für die Single Summer of Love - Japan - 2022: für das Streaming Señorita - Kanada - 2019: für die Single Nervous - 2019: für die Single Where Were You In The Morning? - 2020: für das Lied Because I Had You - 2020: für das Lied Why - 2020: für die Single Fallin’ All In You - 2020: für das Lied Like to Be You - 2023: für die Single Kesi (Remix) - Kolumbien - 2016: für das Album Handwritten - Mexiko - 2016: für das Album Handwritten - 2017: für die Single I Know What You Did Last Summer - 2019: für die Single Youth - 2019: für die Single Nervous - Neuseeland - 2015: für die Single Oh Cecilia (Breaking My Heart) - 2021: für die Single Monster - 2021: für das Album Wonder - Norwegen - 2017: für das Album Illuminate - 2019: für die Single Youth - 2021: für die Single Monster - Österreich - 2024: für die Single Lost in Japan - 2024: für die Single Monster - 2024: für die Single Summer of Love - 2024: für die Single It’ll Be Okay - Polen - 2023: für die Single It’ll Be Okay - 2023: für die Single When You’re Gone - Portugal - 2017: für das Album Illuminate - 2020: für die Single Never Be Alone - 2021: für die Single Wonder - 2022: für die Single It’ll Be Okay - 2022: für das Lied Imagination - 2022: für die Single Fallin’ All In You - Schweden - 2015: für die Single Something Big - 2018: für das Album Shawn Mendes - Spanien - 2020: für das Album Shawn Mendes - 2020: für das Album Handwritten - 2020: für das Album Illuminate - 2024: für die Single If I Can’t Have You - 2024: für die Single Lost in Japan - 2024: für die Single Monster - 2024: für die Single Summer of Love - 2024: für die Single Wonder - 2025: für die Single When You’re Gone - Thailand - 2016: für das Album Handwritten - Vereinigte Staaten - 2019: für die Single A Little Too Much - 2019: für die Single Never Be Alone - 2019: für das Lied The Weight - 2019: für das Lied Aftertaste - 2022: für das Lied Imagination - 2022: für das Lied Ruin - 2022: für das Lied Show You - Vereinigtes Königreich - 2022: für die Single Wonder - 2023: für die Single Oh Cecilia (Breaking My Heart) | - Australien - 2019: für das Album Illuminate - 2023: für die Single Fallin’ All In You - 2023: für die Single Life of the Party - 2023: für das Lied Like to Be You - 2023: für die Single Nervous - 2023: für die Single Never Be Alone - 2023: für die Single When You’re Gone - 2024: für die Single It’ll Be Okay - 2024: für die Single Summer of Love - Belgien - 2016: für die Single Treat You Better - 2016: für die Single Stitches - 2017: für die Single Mercy - Brasilien - 2017: für das Album Illuminate - 2024: für die Single Something Big - 2024: für das Lied Imagination - 2024: für das Lied Use Somebody - 2024: für die Single Life of the Party - 2024: für die Single Where Were You In The Morning? - 2024: für das Lied Why - 2024: für die Single When You’re Gone - 2024: für das Lied Like to Be You - 2024: für das Lied Perfectly Wrong - 2025: für die Single Why Why Why - Dänemark - 2019: für die Single In My Blood - 2019: für die Single I Know What You Did Last Summer - 2020: für die Single Lost in Japan - 2020: für die Single If I Can’t Have You - 2022: für die Single Monster - 2025: für die Single When You’re Gone - Deutschland - 2018: für die Single Mercy - Finnland - 2018: für das Album Handwritten - 2018: für das Album Illuminate - Frankreich - 2019: für das Album Illuminate - 2021: für die Single In My Blood - 2022: für das Album Shawn Mendes - Italien - 2018: für das Album Illuminate - 2018: für die Single In My Blood - 2019: für die Single Lost in Japan - Japan - 2024: für das Streaming If I Can’t Have You - 2025: für das Streaming There’s Nothing Holdin’ Me Back - Kanada - 2018: für die Single Youth - 2022: für das Album Wonder - Mexiko - 2017: für die Single Mercy - 2019: für die Single Lost in Japan - Neuseeland - 2015: für die Single Life of the Party - 2020: für die Single I Know What You Did Last Summer - 2022: für die Single Youth - 2024: für die Single Nervous - Niederlande - 2017: für das Album Illuminate - Norwegen - 2016: für das Album Handwritten - 2016: für die Single Life of the Party - 2016: für die Single I Know What You Did Last Summer - 2016: für das Lied Air - 2019: für die Single In My Blood - Österreich - 2017: für das Album Handwritten - 2017: für das Album Illuminate - 2024: für die Single If I Can’t Have You - 2024: für die Single Wonder - 2024: für die Single In My Blood - 2024: für die Single When You’re Gone - 2024: für das Album Shawn Mendes - Polen - 2020: für die Single If I Can’t Have You - 2020: für die Single Youth - 2021: für die Single I Know What You Did Last Summer - 2021: für die Single Monster - 2021: für die Single Wonder - 2023: für das Album Handwritten - 2023: für das Album Wonder - 2024: für die Single Summer of Love - Portugal - 2020: für die Single If I Can’t Have You - 2020: für die Single Youth - 2021: für die Single Monster - 2022: für die Single I Know What You Did Last Summer - 2022: für die Single Lost in Japan - 2022: für die Single Summer of Love - Schweden - 2015: für die Single Life of the Party - 2016: für die Single I Know What You Did Last Summer - Schweiz - 2019: für das Album Handwritten - 2019: für das Album Shawn Mendes - 2022: für die Single It’ll Be Okay - 2022: für die Single When You’re Gone - Singapur - 2020: für das Album Handwritten - Spanien - 2024: für die Single In My Blood - 2024: für die Single Mercy - Südkorea - 2021: für das Streaming Señorita - Vereinigte Staaten - 2016: für die Single Something Big - 2019: für das Album Shawn Mendes - 2021: für die Single Kesi (Remix) (Latin) - 2023: für die Single Monster - 2023: für die Single Wonder - 2023: für die Single Youth - Vereinigtes Königreich - 2019: für die Single In My Blood - 2020: für das Album Illuminate - 2021: für die Single If I Can’t Have You - 2023: für die Single I Know What You Did Last Summer - 2024: für das Album Handwritten - 2024: für das Album Shawn Mendes - 2024: für die Single Lost in Japan - Deutschland - 2023: für die Single Stitches - 2024: für die Single There’s Nothing Holdin’ Me Back - 2024: für die Single Treat You Better - 2024: für die Single Señorita - Mexiko - 2019: für die Single In My Blood - Australien - 2023: für die Single I Know What You Did Last Summer - 2023: für die Single Monster - 2023: für die Single Youth - 2024: für das Album Shawn Mendes - Belgien - 2018: für die Single There’s Nothing Holdin’ Me Back - Brasilien - 2024: für die Single It’ll Be Okay - 2024: für die Single Nervous - 2024: für das Album Wonder - Dänemark - 2021: für das Album Shawn Mendes - Kolumbien - 2019: für die Single Señorita - Mexiko - 2016: für die Single Treat You Better - 2018: für die Single There’s Nothing Holdin’ Me Back - Neuseeland - 2020: für die Single In My Blood - 2021: für das Album Shawn Mendes - 2023: für das Album Handwritten - Norwegen - 2017: für die Single Mercy - Österreich - 2024: für die Single Mercy - 2024: für die Single Treat You Better - 2024: für die Single Stitches - 2024: für die Single There’s Nothing Holdin’ Me Back - Philippinen - 2017: für das Album Illuminate - 2019: für die Single Señorita - Polen - 2020: für die Single Mercy - 2021: für die Single In My Blood - 2021: für die Single Lost in Japan - Portugal - 2020: für die Single In My Blood - 2020: für die Single Mercy - 2020: für die Single Stitches - Schweden - 2017: für die Single There’s Nothing Holdin’ Me Back - 2018: für das Album Illuminate - 2018: für das Album Handwritten - 2019: für die Single Señorita - Schweiz - 2019: für das Album Illuminate - Singapur - 2020: für das Album Illuminate - Spanien - 2024: für die Single Kesi (Remix) - Thailand - 2019: für das Album Shawn Mendes - Vereinigte Staaten - 2018: für das Album Handwritten - 2019: für die Single In My Blood - 2022: für das Album Illuminate - 2022: für die Single Life of the Party - 2023: für die Single Lost in Japan - Vereinigtes Königreich - 2022: für die Single Mercy | - Mexiko - 2018: für das Album Illuminate - 2019: für die Single Señorita - 2020: für das Album Shawn Mendes - Australien - 2024: für die Single Wonder - Belgien - 2021: für die Single Señorita - 2022: für das Album Illuminate - Brasilien - 2024: für die Single Never Be Alone - 2024: für die Single Youth - 2024: für die Single Summer of Love - 2024: für die Single Fallin’ All In You - Dänemark - 2023: für die Single Mercy - Italien - 2018: für die Single Mercy - Kanada - 2020: für die Single I Know What You Did Last Summer - 2020: für die Single Something Big - 2022: für die Single Wonder - 2024: für die Single Monster - Neuseeland - 2024: für die Single Lost in Japan - 2024: für die Single If I Can’t Have You - Norwegen - 2017: für die Single Treat You Better - 2019: für das Album Shawn Mendes - Philippinen - 2017: für das Album Handwritten - Polen - 2023: für das Album Illuminate - Portugal - 2020: für die Single Treat You Better - Schweden - 2017: für die Single Mercy - Singapur - 2021: für das Album Shawn Mendes - Spanien - 2024: für die Single Stitches - 2024: für die Single There’s Nothing Holdin’ Me Back - 2024: für die Single Treat You Better - Vereinigte Staaten - 2022: für die Single I Know What You Did Last Summer - 2023: für die Single If I Can’t Have You - Vereinigtes Königreich - 2021: für die Single Señorita - 2022: für die Single Treat You Better - Australien - 2023: für die Single Lost in Japan - Dänemark - 2021: für das Album Handwritten - 2024: für die Single Treat You Better - 2025: für die Single There’s Nothing Holdin’ Me Back - 2025: für die Single Señorita - Italien - 2017: für die Single Treat You Better - 2019: für die Single There’s Nothing Holdin’ Me Back - 2021: für die Single Señorita - Kanada - 2019: für die Single Life of the Party - 2024: für die Single Lost in Japan - Kolumbien - 2019: für das Album Shawn Mendes - Malaysia - 2020: für die Single Señorita - Neuseeland - 2024: für die Single Mercy - 2025: für das Album Illuminate - Norwegen - 2016: für die Single Stitches - 2020: für die Single Señorita - Österreich - 2024: für die Single Señorita - Polen - 2021: für die Single Stitches - 2024: für das Album Shawn Mendes - Portugal - 2021: für die Single Señorita - 2023: für die Single There’s Nothing Holdin’ Me Back - Vereinigtes Königreich - 2022: für die Single Stitches - 2025: für die Single There’s Nothing Holdin’ Me Back - Mexiko - 2017: für die Single Stitches - Australien - 2023: für die Single If I Can’t Have You - 2023: für die Single In My Blood - Dänemark - 2023: für das Album Illuminate - 2025: für die Single Stitches - Italien - 2017: für die Single Stitches - Kanada - 2024: für die Single If I Can’t Have You - 2024: für das Album Handwritten - Neuseeland - 2024: für die Single Stitches - 2025: für die Single Treat You Better - Schweden - 2017: für die Single Treat You Better - Spanien - 2024: für die Single Señorita - Vereinigte Staaten - 2023: für die Single Señorita - 2023: für die Single Mercy - Kanada - 2024: für die Single In My Blood - 2024: für das Album Illuminate - 2024: für das Album Shawn Mendes - Neuseeland - 2024: für die Single Señorita - 2025: für die Single There’s Nothing Holdin’ Me Back - Vereinigte Staaten - 2023: für die Single There’s Nothing Holdin’ Me Back - Australien - 2023: für die Single Mercy - Kanada - 2024: für die Single Mercy - Philippinen - 2019: für das Album Shawn Mendes - Vereinigte Staaten - 2023: für die Single Treat You Better - Vereinigte Staaten - 2022: für die Single Stitches - Australien - 2023: für die Single Señorita - 2023: für die Single Treat You Better - Schweden - 2016: für die Single Stitches - Australien - 2023: für die Single There’s Nothing Holdin’ Me Back - 2024: für die Single Stitches - Indien - 2025: für die Single Señorita - Brasilien - 2024: für die Single If I Can’t Have You - 2024: für die Single Lost in Japan - 2024: für die Single Wonder - 2024: für die Single I Know What You Did Last Summer - 2024: für das Album Shawn Mendes - Frankreich - 2019: für die Single Señorita - 2021: für die Single There’s Nothing Holdin’ Me Back - 2022: für die Single Treat You Better - 2024: für die Single Mercy - Kanada - 2021: für die Single Señorita - 2024: für die Single Stitches - 2024: für die Single Treat You Better - 2024: für die Single There’s Nothing Holdin’ Me Back - Mexiko - 2019: für die Single Señorita - Polen - 2021: für die Single There’s Nothing Holdin’ Me Back - 2021: für die Single Treat You Better - Brasilien - 2024: für die Single Mercy - 2024: für die Single In My Blood - 2024: für die Single Monster - Polen - 2021: für die Single Señorita - Brasilien - 2024: für die Single There’s Nothing Holdin’ Me Back - 2024: für die Single Stitches - Brasilien - 2024: für die Single Treat You Better - Brasilien - 2024: für die Single Señorita |

## Auszeichnungen nach Alben

### The Shawn Mendes EP
| Land/Region               | Auszeichnungen für Musikverkäufe (Land/Region, Auszeichnung, Verkäufe) | Verkäufe |
| ------------------------- | ---------------------------------------------------------------------- | -------- |
| Vereinigte Staaten (RIAA) | —                                                                      | 105.000  |
| Insgesamt                 | —                                                                      | 105.000  |

### Handwritten
| Land/Region                  | Auszeichnungen für Musikverkäufe (Land/Region, Auszeichnung, Verkäufe) | Verkäufe  |
| ---------------------------- | ---------------------------------------------------------------------- | --------- |
| Australien (ARIA)            | Gold                                                                   | 35.000    |
| Brasilien (PMB)              | Gold                                                                   | 20.000    |
| Chile (IFPI)                 | Gold                                                                   | 5.000     |
| Dänemark (IFPI)              | 4× Platin                                                              | 80.000    |
| Deutschland (BVMI)           | Gold                                                                   | 100.000   |
| Finnland (IFPI)              | Platin                                                                 | 20.000    |
| Italien (FIMI)               | Gold                                                                   | 25.000    |
| Kanada (MC)                  | 5× Platin                                                              | 400.000   |
| Kolumbien (ASINCOL)          | Gold                                                                   | 5.000     |
| Mexiko (AMPROFON)            | Gold                                                                   | 30.000    |
| Neuseeland (RMNZ)            | 2× Platin                                                              | 30.000    |
| Norwegen (IFPI)              | Platin                                                                 | 30.000    |
| Österreich (IFPI)            | Platin                                                                 | 15.000    |
| Philippinen (PARI)           | 3× Platin                                                              | 45.000    |
| Polen (ZPAV)                 | Platin                                                                 | 20.000    |
| Schweden (IFPI)              | 2× Platin                                                              | 60.000    |
| Schweiz (IFPI)               | Platin                                                                 | 20.000    |
| Singapur (RIAS)              | Platin                                                                 | 10.000    |
| Spanien (Promusicae)         | Gold                                                                   | 20.000    |
| Thailand (TECA)              | Gold                                                                   | 5.000     |
| Vereinigte Staaten (RIAA)    | 2× Platin                                                              | 2.000.000 |
| Vereinigtes Königreich (BPI) | Platin                                                                 | 300.000   |
| Insgesamt                    | 9× Gold · 25× Platin ·                                                 | 3.275.000 |

### Illuminate
| Land/Region                  | Auszeichnungen für Musikverkäufe (Land/Region, Auszeichnung, Verkäufe) | Verkäufe  |
| ---------------------------- | ---------------------------------------------------------------------- | --------- |
| Australien (ARIA)            | Platin                                                                 | 70.000    |
| Belgien (BRMA)               | 3× Platin                                                              | 90.000    |
| Brasilien (PMB)              | Platin                                                                 | 40.000    |
| Dänemark (IFPI)              | 5× Platin                                                              | 100.000   |
| Deutschland (BVMI)           | Gold                                                                   | 100.000   |
| Finnland (IFPI)              | Platin                                                                 | 20.000    |
| Frankreich (SNEP)            | Platin                                                                 | 100.000   |
| Italien (FIMI)               | Platin                                                                 | 50.000    |
| Kanada (MC)                  | 6× Platin                                                              | 480.000   |
| Mexiko (AMPROFON)            | 5× Gold                                                                | 150.000   |
| Neuseeland (RMNZ)            | 4× Platin                                                              | 60.000    |
| Niederlande (NVPI)           | Platin                                                                 | 40.000    |
| Norwegen (IFPI)              | Gold                                                                   | 15.000    |
| Österreich (IFPI)            | Platin                                                                 | 15.000    |
| Philippinen (PARI)           | 2× Platin                                                              | 30.000    |
| Polen (ZPAV)                 | 3× Platin                                                              | 60.000    |
| Portugal (AFP)               | Gold                                                                   | 7.500     |
| Schweden (IFPI)              | 2× Platin                                                              | 60.000    |
| Schweiz (IFPI)               | 2× Platin                                                              | 40.000    |
| Singapur (RIAS)              | 2× Platin                                                              | 10.000    |
| Spanien (Promusicae)         | Gold                                                                   | 20.000    |
| Vereinigte Staaten (RIAA)    | 2× Platin                                                              | 2.000.000 |
| Vereinigtes Königreich (BPI) | Platin                                                                 | 300.000   |
| Insgesamt                    | 5× Gold · 41× Platin ·                                                 | 3.867.500 |

### Live at Madison Square Garden
| Land/Region               | Auszeichnungen für Musikverkäufe (Land/Region, Auszeichnung, Verkäufe) | Verkäufe |
| ------------------------- | ---------------------------------------------------------------------- | -------- |
| Vereinigte Staaten (RIAA) | —                                                                      | 8.000    |
| Insgesamt                 | —                                                                      | 8.000    |

### MTV Unplugged
| Land/Region               | Auszeichnungen für Musikverkäufe (Land/Region, Auszeichnung, Verkäufe) | Verkäufe |
| ------------------------- | ---------------------------------------------------------------------- | -------- |
| Vereinigte Staaten (RIAA) | —                                                                      | 8.000    |
| Insgesamt                 | —                                                                      | 8.000    |

### Shawn Mendes
| Land/Region                  | Auszeichnungen für Musikverkäufe (Land/Region, Auszeichnung, Verkäufe) | Verkäufe  |
| ---------------------------- | ---------------------------------------------------------------------- | --------- |
| Australien (ARIA)            | 2× Platin                                                              | 140.000   |
| Belgien (BRMA)               | Gold                                                                   | 10.000    |
| Brasilien (PMB)              | Diamant                                                                | 160.000   |
| Dänemark (IFPI)              | 2× Platin                                                              | 40.000    |
| Frankreich (SNEP)            | Platin                                                                 | 100.000   |
| Italien (FIMI)               | Gold                                                                   | 25.000    |
| Kanada (MC)                  | 6× Platin                                                              | 480.000   |
| Kolumbien (ASINCOL)          | 4× Platin                                                              | 40.000    |
| Mexiko (AMPROFON)            | 5× Gold                                                                | 150.000   |
| Neuseeland (RMNZ)            | 2× Platin                                                              | 30.000    |
| Norwegen (IFPI)              | 3× Platin                                                              | 60.000    |
| Österreich (IFPI)            | Platin                                                                 | 15.000    |
| Philippinen (PARI)           | 7× Platin                                                              | 105.000   |
| Polen (ZPAV)                 | 4× Platin                                                              | 80.000    |
| Schweden (IFPI)              | Gold                                                                   | 15.000    |
| Schweiz (IFPI)               | Platin                                                                 | 20.000    |
| Singapur (RIAS)              | 3× Platin                                                              | 30.000    |
| Spanien (Promusicae)         | Gold                                                                   | 20.000    |
| Thailand (TECA)              | 2× Platin                                                              | 20.000    |
| Vereinigte Staaten (RIAA)    | Platin                                                                 | 1.000.000 |
| Vereinigtes Königreich (BPI) | Platin                                                                 | 300.000   |
| Insgesamt                    | 5× Gold · 42× Platin · 1× Diamant ·                                    | 2.840.000 |

### Wonder
| Land/Region       | Auszeichnungen für Musikverkäufe (Land/Region, Auszeichnung, Verkäufe) | Verkäufe |
| ----------------- | ---------------------------------------------------------------------- | -------- |
| Brasilien (PMB)   | 2× Platin                                                              | 80.000   |
| Kanada (MC)       | Platin                                                                 | 80.000   |
| Neuseeland (RMNZ) | Gold                                                                   | 7.500    |
| Polen (ZPAV)      | Platin                                                                 | 20.000   |
| Insgesamt         | 1× Gold · 4× Platin ·                                                  | 187.500  |

## Auszeichnungen nach Singles

### Life of the Party
| Land/Region                  | Auszeichnungen für Musikverkäufe (Land/Region, Auszeichnung, Verkäufe) | Verkäufe  |
| ---------------------------- | ---------------------------------------------------------------------- | --------- |
| Australien (ARIA)            | Platin                                                                 | 70.000    |
| Brasilien (PMB)              | Platin                                                                 | 60.000    |
| Dänemark (IFPI)              | Gold                                                                   | 45.000    |
| Kanada (MC)                  | 4× Platin                                                              | 320.000   |
| Neuseeland (RMNZ)            | Platin                                                                 | 15.000    |
| Norwegen (IFPI)              | Platin                                                                 | 40.000    |
| Schweden (IFPI)              | Platin                                                                 | 40.000    |
| Vereinigte Staaten (RIAA)    | 2× Platin                                                              | 2.000.000 |
| Vereinigtes Königreich (BPI) | Silber                                                                 | 284.000   |
| Insgesamt                    | 1× Silber · 1× Gold · 11× Platin ·                                     | 2.874.000 |

### Oh Cecilia (Breaking My Heart)
| Land/Region                  | Auszeichnungen für Musikverkäufe (Land/Region, Auszeichnung, Verkäufe) | Verkäufe |
| ---------------------------- | ---------------------------------------------------------------------- | -------- |
| Neuseeland (RMNZ)            | Gold                                                                   | 7.500    |
| Vereinigtes Königreich (BPI) | Gold                                                                   | 400.000  |
| Insgesamt                    | 2× Gold ·                                                              | 407.500  |

### Something Big
| Land/Region                  | Auszeichnungen für Musikverkäufe (Land/Region, Auszeichnung, Verkäufe) | Verkäufe  |
| ---------------------------- | ---------------------------------------------------------------------- | --------- |
| Australien (ARIA)            | Gold                                                                   | 35.000    |
| Brasilien (PMB)              | Platin                                                                 | 60.000    |
| Kanada (MC)                  | 3× Platin                                                              | 240.000   |
| Schweden (IFPI)              | Gold                                                                   | 20.000    |
| Vereinigte Staaten (RIAA)    | Platin                                                                 | 1.000.000 |
| Vereinigtes Königreich (BPI) | Silber                                                                 | 200.000   |
| Insgesamt                    | 1× Silber · 2× Gold · 5× Platin ·                                      | 1.555.000 |

### A Little Too Much
| Land/Region                  | Auszeichnungen für Musikverkäufe (Land/Region, Auszeichnung, Verkäufe) | Verkäufe |
| ---------------------------- | ---------------------------------------------------------------------- | -------- |
| Australien (ARIA)            | Gold                                                                   | 35.000   |
| Brasilien (PMB)              | Gold                                                                   | 30.000   |
| Dänemark (IFPI)              | Gold                                                                   | 45.000   |
| Vereinigte Staaten (RIAA)    | Gold                                                                   | 500.000  |
| Vereinigtes Königreich (BPI) | Silber                                                                 | 200.000  |
| Insgesamt                    | 1× Silber · 4× Gold ·                                                  | 810.000  |

### Stitches
| Land/Region                  | Auszeichnungen für Musikverkäufe (Land/Region, Auszeichnung, Verkäufe) | Verkäufe   |
| ---------------------------- | ---------------------------------------------------------------------- | ---------- |
| Australien (ARIA)            | 11× Platin                                                             | 770.000    |
| Belgien (BRMA)               | Platin                                                                 | 30.000     |
| Brasilien (PMB)              | 3× Diamant                                                             | 750.000    |
| Dänemark (IFPI)              | 5× Platin                                                              | 360.000    |
| Deutschland (BVMI)           | 3× Gold                                                                | 900.000    |
| Italien (FIMI)               | 5× Platin                                                              | 250.000    |
| Kanada (MC)                  | Diamant                                                                | 800.000    |
| Mexiko (AMPROFON)            | 9× Gold                                                                | 270.000    |
| Neuseeland (RMNZ)            | 5× Platin                                                              | 150.000    |
| Norwegen (IFPI)              | 4× Platin                                                              | 160.000    |
| Österreich (IFPI)            | 2× Platin                                                              | 60.000     |
| Polen (ZPAV)                 | 4× Platin                                                              | 200.000    |
| Portugal (AFP)               | 2× Platin                                                              | 20.000     |
| Schweden (IFPI)              | 10× Platin                                                             | 400.000    |
| Spanien (Promusicae)         | 3× Platin                                                              | 180.000    |
| Vereinigte Staaten (RIAA)    | 8× Platin                                                              | 8.000.000  |
| Vereinigtes Königreich (BPI) | 4× Platin                                                              | 2.400.000  |
| Insgesamt                    | 2× Gold · 69× Platin · 4× Diamant ·                                    | 15.700.000 |

### I Know What You Did Last Summer
| Land/Region                  | Auszeichnungen für Musikverkäufe (Land/Region, Auszeichnung, Verkäufe) | Verkäufe  |
| ---------------------------- | ---------------------------------------------------------------------- | --------- |
| Australien (ARIA)            | 2× Platin                                                              | 140.000   |
| Brasilien (PMB)              | Diamant                                                                | 250.000   |
| Dänemark (IFPI)              | Platin                                                                 | 90.000    |
| Italien (FIMI)               | Gold                                                                   | 25.000    |
| Kanada (MC)                  | 3× Platin                                                              | 240.000   |
| Mexiko (AMPROFON)            | Gold                                                                   | 30.000    |
| Neuseeland (RMNZ)            | Platin                                                                 | 30.000    |
| Norwegen (IFPI)              | Platin                                                                 | 40.000    |
| Polen (ZPAV)                 | Platin                                                                 | 50.000    |
| Portugal (AFP)               | Platin                                                                 | 10.000    |
| Schweden (IFPI)              | Platin                                                                 | 40.000    |
| Vereinigte Staaten (RIAA)    | 3× Platin                                                              | 3.000.000 |
| Vereinigtes Königreich (BPI) | Platin                                                                 | 600.000   |
| Insgesamt                    | 1× Gold · 15× Platin · 1× Diamant ·                                    | 4.545.000 |

### Treat You Better
| Land/Region                  | Auszeichnungen für Musikverkäufe (Land/Region, Auszeichnung, Verkäufe) | Verkäufe   |
| ---------------------------- | ---------------------------------------------------------------------- | ---------- |
| Australien (ARIA)            | 10× Platin                                                             | 700.000    |
| Belgien (BRMA)               | Platin                                                                 | 30.000     |
| Brasilien (PMB)              | 4× Diamant                                                             | 1.000.000  |
| Dänemark (IFPI)              | 4× Platin                                                              | 360.000    |
| Deutschland (BVMI)           | 3× Gold                                                                | 900.000    |
| Frankreich (SNEP)            | Diamant                                                                | 333.333    |
| Italien (FIMI)               | 4× Platin                                                              | 200.000    |
| Kanada (MC)                  | Diamant                                                                | 800.000    |
| Mexiko (AMPROFON)            | 2× Platin                                                              | 120.000    |
| Neuseeland (RMNZ)            | 5× Platin                                                              | 150.000    |
| Norwegen (IFPI)              | 3× Platin                                                              | 120.000    |
| Österreich (IFPI)            | 2× Platin                                                              | 60.000     |
| Polen (ZPAV)                 | Diamant                                                                | 250.000    |
| Portugal (AFP)               | 3× Platin                                                              | 30.000     |
| Schweden (IFPI)              | 5× Platin                                                              | 200.000    |
| Spanien (Promusicae)         | 3× Platin                                                              | 180.000    |
| Vereinigte Staaten (RIAA)    | 7× Platin                                                              | 7.000.000  |
| Vereinigtes Königreich (BPI) | 3× Platin                                                              | 1.800.000  |
| Insgesamt                    | 1× Gold · 53× Platin · 7× Diamant ·                                    | 14.233.333 |

### Mercy
| Land/Region                  | Auszeichnungen für Musikverkäufe (Land/Region, Auszeichnung, Verkäufe) | Verkäufe  |
| ---------------------------- | ---------------------------------------------------------------------- | --------- |
| Australien (ARIA)            | 7× Platin                                                              | 490.000   |
| Belgien (BRMA)               | Platin                                                                 | 30.000    |
| Brasilien (PMB)              | 2× Diamant                                                             | 500.000   |
| Dänemark (IFPI)              | 3× Platin                                                              | 270.000   |
| Deutschland (BVMI)           | Platin                                                                 | 400.000   |
| Frankreich (SNEP)            | Diamant                                                                | 333.333   |
| Italien (FIMI)               | 3× Platin                                                              | 150.000   |
| Kanada (MC)                  | 7× Platin                                                              | 560.000   |
| Mexiko (AMPROFON)            | Platin                                                                 | 60.000    |
| Neuseeland (RMNZ)            | 4× Platin                                                              | 120.000   |
| Norwegen (IFPI)              | 2× Platin                                                              | 80.000    |
| Österreich (IFPI)            | 2× Platin                                                              | 60.000    |
| Polen (ZPAV)                 | 2× Platin                                                              | 40.000    |
| Portugal (AFP)               | 2× Platin                                                              | 20.000    |
| Schweden (IFPI)              | 3× Platin                                                              | 120.000   |
| Spanien (Promusicae)         | Platin                                                                 | 60.000    |
| Vereinigte Staaten (RIAA)    | 5× Platin                                                              | 5.000.000 |
| Vereinigtes Königreich (BPI) | 2× Platin                                                              | 1.200.000 |
| Insgesamt                    | 46× Platin · 3× Diamant ·                                              | 9.493.333 |

### Don’t Be a Fool
| Land/Region     | Auszeichnungen für Musikverkäufe (Land/Region, Auszeichnung, Verkäufe) | Verkäufe |
| --------------- | ---------------------------------------------------------------------- | -------- |
| Brasilien (PMB) | Gold                                                                   | 30.000   |
| Insgesamt       | 1× Gold ·                                                              | 30.000   |

### There’s Nothing Holdin’ Me Back
| Land/Region                  | Auszeichnungen für Musikverkäufe (Land/Region, Auszeichnung, Verkäufe) | Verkäufe   |
| ---------------------------- | ---------------------------------------------------------------------- | ---------- |
| Australien (ARIA)            | 11× Platin                                                             | 770.000    |
| Belgien (BRMA)               | 2× Platin                                                              | 60.000     |
| Brasilien (PMB)              | 3× Diamant                                                             | 750.000    |
| Dänemark (IFPI)              | 4× Platin                                                              | 360.000    |
| Deutschland (BVMI)           | 3× Gold                                                                | 900.000    |
| Frankreich (SNEP)            | Diamant                                                                | 333.333    |
| Italien (FIMI)               | 4× Platin                                                              | 200.000    |
| Kanada (MC)                  | Diamant                                                                | 800.000    |
| Mexiko (AMPROFON)            | 2× Platin                                                              | 120.000    |
| Neuseeland (RMNZ)            | 6× Platin                                                              | 180.000    |
| Österreich (IFPI)            | 2× Platin                                                              | 60.000     |
| Polen (ZPAV)                 | Diamant                                                                | 250.000    |
| Portugal (AFP)               | 4× Platin                                                              | 40.000     |
| Schweden (IFPI)              | 2× Platin                                                              | 80.000     |
| Spanien (Promusicae)         | 3× Platin                                                              | 180.000    |
| Vereinigte Staaten (RIAA)    | 6× Platin                                                              | 6.000.000  |
| Vereinigtes Königreich (BPI) | 4× Platin                                                              | 2.400.000  |
| Insgesamt                    | 1× Gold · 51× Platin · 6× Diamant ·                                    | 13.483.333 |

### In My Blood
| Land/Region                  | Auszeichnungen für Musikverkäufe (Land/Region, Auszeichnung, Verkäufe) | Verkäufe  |
| ---------------------------- | ---------------------------------------------------------------------- | --------- |
| Australien (ARIA)            | 5× Platin                                                              | 350.000   |
| Belgien (BRMA)               | Gold                                                                   | 15.000    |
| Brasilien (PMB)              | 2× Diamant                                                             | 320.000   |
| Dänemark (IFPI)              | Platin                                                                 | 90.000    |
| Deutschland (BVMI)           | Gold                                                                   | 200.000   |
| Finnland (IFPI)              | Gold                                                                   | 20.000    |
| Frankreich (SNEP)            | Platin                                                                 | 200.000   |
| Italien (FIMI)               | Platin                                                                 | 50.000    |
| Kanada (MC)                  | 6× Platin                                                              | 480.000   |
| Mexiko (AMPROFON)            | 3× Gold                                                                | 90.000    |
| Neuseeland (RMNZ)            | 2× Platin                                                              | 60.000    |
| Norwegen (IFPI)              | Platin                                                                 | 60.000    |
| Österreich (IFPI)            | Platin                                                                 | 30.000    |
| Polen (ZPAV)                 | 2× Platin                                                              | 100.000   |
| Portugal (AFP)               | 2× Platin                                                              | 20.000    |
| Spanien (Promusicae)         | Platin                                                                 | 60.000    |
| Vereinigte Staaten (RIAA)    | 2× Platin                                                              | 2.000.000 |
| Vereinigtes Königreich (BPI) | Platin                                                                 | 837.000   |
| Insgesamt                    | 4× Gold · 27× Platin · 2× Diamant ·                                    | 4.982.000 |

### Lost in Japan
| Land/Region                  | Auszeichnungen für Musikverkäufe (Land/Region, Auszeichnung, Verkäufe) | Verkäufe  |
| ---------------------------- | ---------------------------------------------------------------------- | --------- |
| Australien (ARIA)            | 4× Platin                                                              | 280.000   |
| Brasilien (PMB)              | Diamant                                                                | 160.000   |
| Dänemark (IFPI)              | Platin                                                                 | 90.000    |
| Italien (FIMI)               | Platin                                                                 | 50.000    |
| Kanada (MC)                  | 4× Platin                                                              | 320.000   |
| Mexiko (AMPROFON)            | Platin                                                                 | 60.000    |
| Neuseeland (RMNZ)            | 3× Platin                                                              | 90.000    |
| Österreich (IFPI)            | Gold                                                                   | 15.000    |
| Polen (ZPAV)                 | 2× Platin                                                              | 100.000   |
| Portugal (AFP)               | Platin                                                                 | 10.000    |
| Spanien (Promusicae)         | Gold                                                                   | 30.000    |
| Vereinigte Staaten (RIAA)    | 2× Platin                                                              | 2.000.000 |
| Vereinigtes Königreich (BPI) | Platin                                                                 | 600.000   |
| Insgesamt                    | 2× Gold · 20× Platin · 1× Diamant ·                                    | 3.805.000 |

### Youth
| Land/Region                  | Auszeichnungen für Musikverkäufe (Land/Region, Auszeichnung, Verkäufe) | Verkäufe  |
| ---------------------------- | ---------------------------------------------------------------------- | --------- |
| Australien (ARIA)            | 2× Platin                                                              | 140.000   |
| Brasilien (PMB)              | 3× Platin                                                              | 120.000   |
| Dänemark (IFPI)              | Gold                                                                   | 45.000    |
| Kanada (MC)                  | Platin                                                                 | 80.000    |
| Mexiko (AMPROFON)            | Gold                                                                   | 30.000    |
| Neuseeland (RMNZ)            | Platin                                                                 | 30.000    |
| Norwegen (IFPI)              | Gold                                                                   | 30.000    |
| Polen (ZPAV)                 | Platin                                                                 | 20.000    |
| Portugal (AFP)               | Platin                                                                 | 10.000    |
| Vereinigte Staaten (RIAA)    | Platin                                                                 | 1.000.000 |
| Vereinigtes Königreich (BPI) | Silber                                                                 | 200.000   |
| Insgesamt                    | 1× Silber · 3× Gold · 10× Platin ·                                     | 1.705.000 |

### Where Were You In The Morning?
| Land/Region       | Auszeichnungen für Musikverkäufe (Land/Region, Auszeichnung, Verkäufe) | Verkäufe |
| ----------------- | ---------------------------------------------------------------------- | -------- |
| Australien (ARIA) | Gold                                                                   | 35.000   |
| Brasilien (PMB)   | Platin                                                                 | 40.000   |
| Kanada (MC)       | Gold                                                                   | 40.000   |
| Insgesamt         | 2× Gold · 1× Platin ·                                                  | 115.000  |

### Nervous
| Land/Region       | Auszeichnungen für Musikverkäufe (Land/Region, Auszeichnung, Verkäufe) | Verkäufe |
| ----------------- | ---------------------------------------------------------------------- | -------- |
| Australien (ARIA) | Platin                                                                 | 70.000   |
| Brasilien (PMB)   | 2× Platin                                                              | 80.000   |
| Kanada (MC)       | Gold                                                                   | 40.000   |
| Mexiko (AMPROFON) | Gold                                                                   | 30.000   |
| Neuseeland (RMNZ) | Platin                                                                 | 30.000   |
| Insgesamt         | 2× Gold · 4× Platin ·                                                  | 250.000  |

### Never Be Alone
| Land/Region                  | Auszeichnungen für Musikverkäufe (Land/Region, Auszeichnung, Verkäufe) | Verkäufe  |
| ---------------------------- | ---------------------------------------------------------------------- | --------- |
| Australien (ARIA)            | Platin                                                                 | 70.000    |
| Brasilien (PMB)              | 3× Platin                                                              | 180.000   |
| Dänemark (IFPI)              | Gold                                                                   | 45.000    |
| Portugal (AFP)               | Gold                                                                   | 5.000     |
| Vereinigte Staaten (RIAA)    | Gold                                                                   | 500.000   |
| Vereinigtes Königreich (BPI) | Silber                                                                 | 200.000   |
| Insgesamt                    | 1× Silber · 3× Gold · 4× Platin ·                                      | 1.000.000 |

### If I Can’t Have You
| Land/Region                  | Auszeichnungen für Musikverkäufe (Land/Region, Auszeichnung, Verkäufe) | Verkäufe  |
| ---------------------------- | ---------------------------------------------------------------------- | --------- |
| Australien (ARIA)            | 5× Platin                                                              | 350.000   |
| Belgien (BRMA)               | Gold                                                                   | 20.000    |
| Brasilien (PMB)              | Diamant                                                                | 160.000   |
| Dänemark (IFPI)              | Platin                                                                 | 90.000    |
| Deutschland (BVMI)           | Gold                                                                   | 200.000   |
| Frankreich (SNEP)            | Gold                                                                   | 100.000   |
| Italien (FIMI)               | Gold                                                                   | 25.000    |
| Kanada (MC)                  | 5× Platin                                                              | 400.000   |
| Neuseeland (RMNZ)            | 3× Platin                                                              | 90.000    |
| Österreich (IFPI)            | Platin                                                                 | 30.000    |
| Polen (ZPAV)                 | Platin                                                                 | 20.000    |
| Portugal (AFP)               | Platin                                                                 | 10.000    |
| Spanien (Promusicae)         | Gold                                                                   | 30.000    |
| Vereinigte Staaten (RIAA)    | 3× Platin                                                              | 3.000.000 |
| Vereinigtes Königreich (BPI) | Platin                                                                 | 655.000   |
| Insgesamt                    | 5× Gold · 21× Platin · 1× Diamant ·                                    | 5.180.000 |

### Señorita
| Land/Region                  | Auszeichnungen für Musikverkäufe (Land/Region, Auszeichnung, Verkäufe) | Verkäufe   |
| ---------------------------- | ---------------------------------------------------------------------- | ---------- |
| Australien (ARIA)            | 10× Platin                                                             | 700.000    |
| Belgien (BRMA)               | 3× Platin                                                              | 120.000    |
| Brasilien (PMB)              | 8× Diamant                                                             | 1.280.000  |
| Dänemark (IFPI)              | 4× Platin                                                              | 360.000    |
| Deutschland (BVMI)           | 3× Gold                                                                | 900.000    |
| Frankreich (SNEP)            | Diamant                                                                | 333.333    |
| Indien (IMI)                 | 71× Platin                                                             | 8.520.000  |
| Italien (FIMI)               | 4× Platin                                                              | 280.000    |
| Kanada (MC)                  | Diamant                                                                | 800.000    |
| Kolumbien (ASINCOL)          | 2× Platin                                                              | 20.000     |
| Malaysia (RIM)               | 4× Platin                                                              | 800.000    |
| Mexiko (AMPROFON)            | Diamant · + 5× Gold                                                    | 450.000    |
| Neuseeland (RMNZ)            | 6× Platin                                                              | 180.000    |
| Norwegen (IFPI)              | 4× Platin                                                              | 240.000    |
| Österreich (IFPI)            | 4× Platin                                                              | 120.000    |
| Philippinen (PARI)           | 2× Platin                                                              | 300.000    |
| Polen (ZPAV)                 | 2× Diamant                                                             | 500.000    |
| Portugal (AFP)               | 4× Platin                                                              | 40.000     |
| Schweden (IFPI)              | 2× Platin                                                              | 160.000    |
| Spanien (Promusicae)         | 5× Platin                                                              | 300.000    |
| Vereinigte Staaten (RIAA)    | 5× Platin                                                              | 5.000.000  |
| Vereinigtes Königreich (BPI) | 3× Platin                                                              | 1.830.000  |
| Insgesamt                    | 2× Gold · 136× Platin · 13× Diamant ·                                  | 23.233.333 |

### Fallin’ All In You
| Land/Region       | Auszeichnungen für Musikverkäufe (Land/Region, Auszeichnung, Verkäufe) | Verkäufe |
| ----------------- | ---------------------------------------------------------------------- | -------- |
| Australien (ARIA) | Platin                                                                 | 70.000   |
| Brasilien (PMB)   | 3× Platin                                                              | 120.000  |
| Kanada (MC)       | Gold                                                                   | 40.000   |
| Portugal (AFP)    | Gold                                                                   | 5.000    |
| Insgesamt         | 2× Gold · 4× Platin ·                                                  | 235.000  |

### Wonder
| Land/Region                  | Auszeichnungen für Musikverkäufe (Land/Region, Auszeichnung, Verkäufe) | Verkäufe  |
| ---------------------------- | ---------------------------------------------------------------------- | --------- |
| Australien (ARIA)            | 3× Platin                                                              | 210.000   |
| Belgien (BRMA)               | Gold                                                                   | 20.000    |
| Brasilien (PMB)              | Diamant                                                                | 160.000   |
| Dänemark (IFPI)              | Gold                                                                   | 45.000    |
| Italien (FIMI)               | Gold                                                                   | 35.000    |
| Kanada (MC)                  | 3× Platin                                                              | 240.000   |
| Österreich (IFPI)            | Platin                                                                 | 30.000    |
| Polen (ZPAV)                 | Platin                                                                 | 50.000    |
| Portugal (AFP)               | Gold                                                                   | 5.000     |
| Spanien (Promusicae)         | Gold                                                                   | 30.000    |
| Vereinigte Staaten (RIAA)    | Platin                                                                 | 1.000.000 |
| Vereinigtes Königreich (BPI) | Gold                                                                   | 400.000   |
| Insgesamt                    | 6× Gold · 9× Platin · 1× Diamant ·                                     | 2.225.000 |

### Monster
| Land/Region                  | Auszeichnungen für Musikverkäufe (Land/Region, Auszeichnung, Verkäufe) | Verkäufe  |
| ---------------------------- | ---------------------------------------------------------------------- | --------- |
| Australien (ARIA)            | 2× Platin                                                              | 140.000   |
| Brasilien (PMB)              | 2× Diamant                                                             | 320.000   |
| Dänemark (IFPI)              | Platin                                                                 | 90.000    |
| Frankreich (SNEP)            | Gold                                                                   | 100.000   |
| Italien (FIMI)               | Gold                                                                   | 35.000    |
| Kanada (MC)                  | 3× Platin                                                              | 240.000   |
| Neuseeland (RMNZ)            | Gold                                                                   | 15.000    |
| Norwegen (IFPI)              | Gold                                                                   | 30.000    |
| Österreich (IFPI)            | Gold                                                                   | 15.000    |
| Polen (ZPAV)                 | Platin                                                                 | 50.000    |
| Portugal (AFP)               | Platin                                                                 | 10.000    |
| Spanien (Promusicae)         | Gold                                                                   | 30.000    |
| Vereinigte Staaten (RIAA)    | Platin                                                                 | 1.000.000 |
| Vereinigtes Königreich (BPI) | Silber                                                                 | 200.000   |
| Insgesamt                    | 1× Silber · 6× Gold · 9× Platin · 2× Diamant ·                         | 2.275.000 |

### Kesi (Remix)
| Land/Region               | Auszeichnungen für Musikverkäufe (Land/Region, Auszeichnung, Verkäufe) | Verkäufe |
| ------------------------- | ---------------------------------------------------------------------- | -------- |
| Chile (IFPI)              | Gold                                                                   | 90.000   |
| Kanada (MC)               | Gold                                                                   | 40.000   |
| Spanien (Promusicae)      | 2× Platin                                                              | 120.000  |
| Vereinigte Staaten (RIAA) | Platin                                                                 | 60.000   |
| Insgesamt                 | 2× Gold · 3× Platin ·                                                  | 310.000  |

### Summer of Love
| Land/Region          | Auszeichnungen für Musikverkäufe (Land/Region, Auszeichnung, Verkäufe) | Verkäufe |
| -------------------- | ---------------------------------------------------------------------- | -------- |
| Australien (ARIA)    | Platin                                                                 | 70.000   |
| Brasilien (PMB)      | 3× Platin                                                              | 120.000  |
| Dänemark (IFPI)      | Gold                                                                   | 45.000   |
| Italien (FIMI)       | Gold                                                                   | 50.000   |
| Österreich (IFPI)    | Gold                                                                   | 15.000   |
| Polen (ZPAV)         | Platin                                                                 | 50.000   |
| Portugal (AFP)       | Platin                                                                 | 10.000   |
| Spanien (Promusicae) | Gold                                                                   | 30.000   |
| Insgesamt            | 4× Gold · 6× Platin ·                                                  | 390.000  |

### It’ll Be Okay
| Land/Region                  | Auszeichnungen für Musikverkäufe (Land/Region, Auszeichnung, Verkäufe) | Verkäufe |
| ---------------------------- | ---------------------------------------------------------------------- | -------- |
| Australien (ARIA)            | Platin                                                                 | 70.000   |
| Belgien (BRMA)               | Gold                                                                   | 20.000   |
| Brasilien (PMB)              | 2× Platin                                                              | 80.000   |
| Dänemark (IFPI)              | Gold                                                                   | 45.000   |
| Frankreich (SNEP)            | Gold                                                                   | 100.000  |
| Österreich (IFPI)            | Gold                                                                   | 15.000   |
| Polen (ZPAV)                 | Gold                                                                   | 25.000   |
| Portugal (AFP)               | Gold                                                                   | 5.000    |
| Schweiz (IFPI)               | Platin                                                                 | 20.000   |
| Vereinigtes Königreich (BPI) | Silber                                                                 | 200.000  |
| Insgesamt                    | 1× Silber · 6× Gold · 4× Platin ·                                      | 580.000  |

### When You’re Gone
| Land/Region                  | Auszeichnungen für Musikverkäufe (Land/Region, Auszeichnung, Verkäufe) | Verkäufe |
| ---------------------------- | ---------------------------------------------------------------------- | -------- |
| Australien (ARIA)            | Platin                                                                 | 70.000   |
| Brasilien (PMB)              | Platin                                                                 | 40.000   |
| Dänemark (IFPI)              | Platin                                                                 | 90.000   |
| Österreich (IFPI)            | Platin                                                                 | 30.000   |
| Polen (ZPAV)                 | Gold                                                                   | 25.000   |
| Schweiz (IFPI)               | Platin                                                                 | 20.000   |
| Spanien (Promusicae)         | Gold                                                                   | 30.000   |
| Vereinigtes Königreich (BPI) | Silber                                                                 | 200.000  |
| Insgesamt                    | 1× Silber · 2× Gold · 5× Platin ·                                      | 505.000  |

### Why Why Why
| Land/Region     | Auszeichnungen für Musikverkäufe (Land/Region, Auszeichnung, Verkäufe) | Verkäufe |
| --------------- | ---------------------------------------------------------------------- | -------- |
| Brasilien (PMB) | Platin                                                                 | 40.000   |
| Insgesamt       | 1× Platin ·                                                            | 40.000   |

### Heart of Gold
| Land/Region     | Auszeichnungen für Musikverkäufe (Land/Region, Auszeichnung, Verkäufe) | Verkäufe |
| --------------- | ---------------------------------------------------------------------- | -------- |
| Brasilien (PMB) | Gold                                                                   | 20.000   |
| Insgesamt       | 1× Gold ·                                                              | 20.000   |

## Auszeichnungen nach Liedern

### Show You
| Land/Region               | Auszeichnungen für Musikverkäufe (Land/Region, Auszeichnung, Verkäufe) | Verkäufe |
| ------------------------- | ---------------------------------------------------------------------- | -------- |
| Vereinigte Staaten (RIAA) | Gold                                                                   | 500.000  |
| Insgesamt                 | 1× Gold ·                                                              | 500.000  |

### Air
| Land/Region     | Auszeichnungen für Musikverkäufe (Land/Region, Auszeichnung, Verkäufe) | Verkäufe |
| --------------- | ---------------------------------------------------------------------- | -------- |
| Norwegen (IFPI) | Platin                                                                 | 40.000   |
| Insgesamt       | 1× Platin ·                                                            | 40.000   |

### The Weight
| Land/Region               | Auszeichnungen für Musikverkäufe (Land/Region, Auszeichnung, Verkäufe) | Verkäufe |
| ------------------------- | ---------------------------------------------------------------------- | -------- |
| Vereinigte Staaten (RIAA) | Gold                                                                   | 500.000  |
| Insgesamt                 | 1× Gold ·                                                              | 500.000  |

### Aftertaste
| Land/Region               | Auszeichnungen für Musikverkäufe (Land/Region, Auszeichnung, Verkäufe) | Verkäufe |
| ------------------------- | ---------------------------------------------------------------------- | -------- |
| Brasilien (PMB)           | Gold                                                                   | 30.000   |
| Vereinigte Staaten (RIAA) | Gold                                                                   | 500.000  |
| Insgesamt                 | 2× Gold ·                                                              | 530.000  |

### Imagination
| Land/Region                  | Auszeichnungen für Musikverkäufe (Land/Region, Auszeichnung, Verkäufe) | Verkäufe |
| ---------------------------- | ---------------------------------------------------------------------- | -------- |
| Australien (ARIA)            | Gold                                                                   | 35.000   |
| Brasilien (PMB)              | Platin                                                                 | 60.000   |
| Dänemark (IFPI)              | Gold                                                                   | 45.000   |
| Portugal (AFP)               | Gold                                                                   | 5.000    |
| Vereinigte Staaten (RIAA)    | Gold                                                                   | 500.000  |
| Vereinigtes Königreich (BPI) | Silber                                                                 | 200.000  |
| Insgesamt                    | 1× Silber · 4× Gold · 1× Platin ·                                      | 845.000  |

### Ruin
| Land/Region               | Auszeichnungen für Musikverkäufe (Land/Region, Auszeichnung, Verkäufe) | Verkäufe |
| ------------------------- | ---------------------------------------------------------------------- | -------- |
| Australien (ARIA)         | Gold                                                                   | 35.000   |
| Brasilien (PMB)           | Gold                                                                   | 30.000   |
| Vereinigte Staaten (RIAA) | Gold                                                                   | 500.000  |
| Insgesamt                 | 3× Gold ·                                                              | 565.000  |

### Bad Reputation
| Land/Region       | Auszeichnungen für Musikverkäufe (Land/Region, Auszeichnung, Verkäufe) | Verkäufe |
| ----------------- | ---------------------------------------------------------------------- | -------- |
| Australien (ARIA) | Gold                                                                   | 35.000   |
| Brasilien (PMB)   | Gold                                                                   | 30.000   |
| Insgesamt         | 2× Gold ·                                                              | 65.000   |

### Roses
| Land/Region       | Auszeichnungen für Musikverkäufe (Land/Region, Auszeichnung, Verkäufe) | Verkäufe |
| ----------------- | ---------------------------------------------------------------------- | -------- |
| Australien (ARIA) | Gold                                                                   | 35.000   |
| Brasilien (PMB)   | Gold                                                                   | 30.000   |
| Insgesamt         | 2× Gold ·                                                              | 65.000   |

### Use Somebody
| Land/Region     | Auszeichnungen für Musikverkäufe (Land/Region, Auszeichnung, Verkäufe) | Verkäufe |
| --------------- | ---------------------------------------------------------------------- | -------- |
| Brasilien (PMB) | Platin                                                                 | 40.000   |
| Insgesamt       | 1× Platin ·                                                            | 40.000   |

### Because I Had You
| Land/Region     | Auszeichnungen für Musikverkäufe (Land/Region, Auszeichnung, Verkäufe) | Verkäufe |
| --------------- | ---------------------------------------------------------------------- | -------- |
| Brasilien (PMB) | Gold                                                                   | 20.000   |
| Kanada (MC)     | Gold                                                                   | 40.000   |
| Insgesamt       | 2× Gold ·                                                              | 60.000   |

### Why
| Land/Region | Auszeichnungen für Musikverkäufe (Land/Region, Auszeichnung, Verkäufe) | Verkäufe |
| ----------- | ---------------------------------------------------------------------- | -------- |
| Kanada (MC) | Gold                                                                   | 40.000   |
| Insgesamt   | 1× Gold ·                                                              | 40.000   |

### Like to Be You
| Land/Region       | Auszeichnungen für Musikverkäufe (Land/Region, Auszeichnung, Verkäufe) | Verkäufe |
| ----------------- | ---------------------------------------------------------------------- | -------- |
| Australien (ARIA) | Platin                                                                 | 70.000   |
| Brasilien (PMB)   | Platin                                                                 | 40.000   |
| Kanada (MC)       | Gold                                                                   | 40.000   |
| Insgesamt         | 1× Gold · 2× Platin ·                                                  | 150.000  |

### Perfectly Wrong
| Land/Region       | Auszeichnungen für Musikverkäufe (Land/Region, Auszeichnung, Verkäufe) | Verkäufe |
| ----------------- | ---------------------------------------------------------------------- | -------- |
| Australien (ARIA) | Gold                                                                   | 35.000   |
| Brasilien (PMB)   | Platin                                                                 | 40.000   |
| Insgesamt         | 1× Gold · 1× Platin ·                                                  | 75.000   |

### When You’re Ready
| Land/Region     | Auszeichnungen für Musikverkäufe (Land/Region, Auszeichnung, Verkäufe) | Verkäufe |
| --------------- | ---------------------------------------------------------------------- | -------- |
| Brasilien (PMB) | Gold                                                                   | 20.000   |
| Insgesamt       | 1× Gold ·                                                              | 20.000   |

### Particular Taste
| Land/Region     | Auszeichnungen für Musikverkäufe (Land/Region, Auszeichnung, Verkäufe) | Verkäufe |
| --------------- | ---------------------------------------------------------------------- | -------- |
| Brasilien (PMB) | Gold                                                                   | 20.000   |
| Insgesamt       | 1× Gold ·                                                              | 20.000   |

### Queen
| Land/Region     | Auszeichnungen für Musikverkäufe (Land/Region, Auszeichnung, Verkäufe) | Verkäufe |
| --------------- | ---------------------------------------------------------------------- | -------- |
| Brasilien (PMB) | Gold                                                                   | 20.000   |
| Insgesamt       | 1× Gold ·                                                              | 20.000   |

### Mutual
| Land/Region     | Auszeichnungen für Musikverkäufe (Land/Region, Auszeichnung, Verkäufe) | Verkäufe |
| --------------- | ---------------------------------------------------------------------- | -------- |
| Brasilien (PMB) | Gold                                                                   | 20.000   |
| Insgesamt       | 1× Gold ·                                                              | 20.000   |

### Why
| Land/Region     | Auszeichnungen für Musikverkäufe (Land/Region, Auszeichnung, Verkäufe) | Verkäufe |
| --------------- | ---------------------------------------------------------------------- | -------- |
| Brasilien (PMB) | Platin                                                                 | 40.000   |
| Insgesamt       | 1× Platin ·                                                            | 40.000   |

### Teach Me How to Love
| Land/Region     | Auszeichnungen für Musikverkäufe (Land/Region, Auszeichnung, Verkäufe) | Verkäufe |
| --------------- | ---------------------------------------------------------------------- | -------- |
| Brasilien (PMB) | Gold                                                                   | 20.000   |
| Insgesamt       | 1× Gold ·                                                              | 20.000   |

## Auszeichnungen nach Musikstreamings

### There’s Nothing Holdin’ Me Back
| Land/Region  | Auszeichnungen für Musikverkäufe (Land/Region, Auszeichnung, Verkäufe) | Verkäufe    |
| ------------ | ---------------------------------------------------------------------- | ----------- |
| Japan (RIAJ) | Platin                                                                 | 100.000.000 |
| Insgesamt    | 1× Platin ·                                                            | 100.000.000 |

### Señorita
| Land/Region     | Auszeichnungen für Musikverkäufe (Land/Region, Auszeichnung, Verkäufe) | Verkäufe    |
| --------------- | ---------------------------------------------------------------------- | ----------- |
| Japan (RIAJ)    | Gold                                                                   | 50.000.000  |
| Südkorea (KMCA) | Platin                                                                 | 100.000.000 |
| Insgesamt       | 1× Gold · 1× Platin ·                                                  | 150.000.000 |

### If I Can’t Have You
| Land/Region  | Auszeichnungen für Musikverkäufe (Land/Region, Auszeichnung, Verkäufe) | Verkäufe    |
| ------------ | ---------------------------------------------------------------------- | ----------- |
| Japan (RIAJ) | Platin                                                                 | 100.000.000 |
| Insgesamt    | 1× Platin ·                                                            | 100.000.000 |

## Statistik und Quellen
| Land/RegionAuszeichnungen für Musikverkäufe (Land/Region, Auszeichnungen, Verkäufe, Quellen) | Silber     | Gold         | Platin         | Diamant       | Verkäufe   | Quellen                     |
| -------------------------------------------------------------------------------------------- | ---------- | ------------ | -------------- | ------------- | ---------- | --------------------------- |
| Australien (ARIA)                                                                            | —          | 9× Gold9     | 83× Platin83   | —             | 6.125.000  | aria.com.au                 |
| Belgien (BRMA)                                                                               | —          | 5× Gold5     | 11× Platin11   | —             | 445.000    | ultratop.be                 |
| Brasilien (PMB)                                                                              | —          | 14× Gold14   | 29× Platin29   | 29× Diamant29 | 7.430.000  | pro-musicabr.org.br         |
| Chile (IFPI)                                                                                 | —          | 2× Gold2     | —              | —             | 95.000     | profovi.cl                  |
| Dänemark (IFPI)                                                                              | —          | 8× Gold8     | 37× Platin37   | —             | 2.830.000  | ifpi.dk                     |
| Deutschland (BVMI)                                                                           | —          | 8× Gold8     | 5× Platin5     | —             | 4.600.000  | musikindustrie.de           |
| Finnland (IFPI)                                                                              | —          | Gold1        | 2× Platin2     | —             | 60.000     | Einzelnachweise             |
| Frankreich (SNEP)                                                                            | —          | 3× Gold3     | 3× Platin3     | 4× Diamant4   | 2.033.332  | infodisc.fr snepmusique.com |
| Indien (IMI)                                                                                 | —          | —            | 71× Platin71   | —             | 8.520.000  | Einzelnachweise             |
| Italien (FIMI)                                                                               | —          | 7× Gold7     | 23× Platin23   | —             | 1.450.000  | fimi.it                     |
| Japan (RIAJ)                                                                                 | —          | Gold1        | 2× Platin2     | —             | —          | riaj.or.jp                  |
| Kanada (MC)                                                                                  | —          | 7× Gold7     | 57× Platin57   | 4× Diamant4   | 8.000.000  | musiccanada.com             |
| Kolumbien (ASINCOL)                                                                          | —          | Gold1        | 6× Platin6     | —             | 65.000     | Einzelnachweise             |
| Malaysia (RIM)                                                                               | —          | —            | 4× Platin4     | —             | 800.000    | Einzelnachweise             |
| Mexiko (AMPROFON)                                                                            | —          | 9× Gold9     | 17× Platin17   | Diamant1      | 1.590.000  | amprofon.com.mx             |
| Neuseeland (RMNZ)                                                                            | —          | 3× Gold3     | 46× Platin46   | —             | 1.275.000  | radioscope.co.nz NZ2        |
| Niederlande (NVPI)                                                                           | —          | —            | Platin1        | —             | 40.000     | nvpi.nl                     |
| Norwegen (IFPI)                                                                              | —          | 3× Gold3     | 21× Platin21   | —             | 945.000    | ifpi.no                     |
| Österreich (IFPI)                                                                            | —          | 4× Gold4     | 19× Platin19   | —             | 585.000    | ifpi.at                     |
| Philippinen (PARI)                                                                           | —          | —            | 14× Platin14   | —             | 480.000    | Einzelnachweise             |
| Polen (ZPAV)                                                                                 | —          | 2× Gold2     | 25× Platin25   | 4× Diamant4   | 1.910.000  | olis.pl                     |
| Portugal (AFP)                                                                               | —          | 6× Gold6     | 23× Platin23   | —             | 262.500    | Einzelnachweise             |
| Schweden (IFPI)                                                                              | —          | 2× Gold2     | 28× Platin28   | —             | 1.195.000  | sverigetopplistan.se        |
| Schweiz (IFPI)                                                                               | —          | —            | 6× Platin6     | —             | 120.000    | hitparade.ch musikwoche.de  |
| Singapur (RIAS)                                                                              | —          | —            | 6× Platin6     | —             | 60.000     | rias.org.sg                 |
| Spanien (Promusicae)                                                                         | —          | 9× Gold9     | 18× Platin18   | —             | 1.320.000  | elportaldelmusicas.es       |
| Südkorea (KMCA)                                                                              | —          | —            | Platin1        | —             | —          | circlechart.kr              |
| Thailand (TECA)                                                                              | —          | Gold1        | 2× Platin2     | —             | 25.000     | Einzelnachweise             |
| Vereinigte Staaten (RIAA)                                                                    | —          | 7× Gold7     | 53× Platin53   | —             | 55.681.000 | riaa.com                    |
| Vereinigtes Königreich (BPI)                                                                 | 9× Silber9 | 2× Gold2     | 23× Platin23   | —             | 15.906.000 | bpi.co.uk                   |
| Insgesamt                                                                                    | 9× Silber9 | 114× Gold114 | 636× Platin636 | 42× Diamant42 |            |                             |